# Clubiona tongdaoensis
Clubiona tongdaoensis là một loài nhện trong họ Clubionidae.
Loài này thuộc chi Clubiona. Clubiona tongdaoensis được miêu tả năm 1997 bởi Zhang et al..